# Eric Treacy

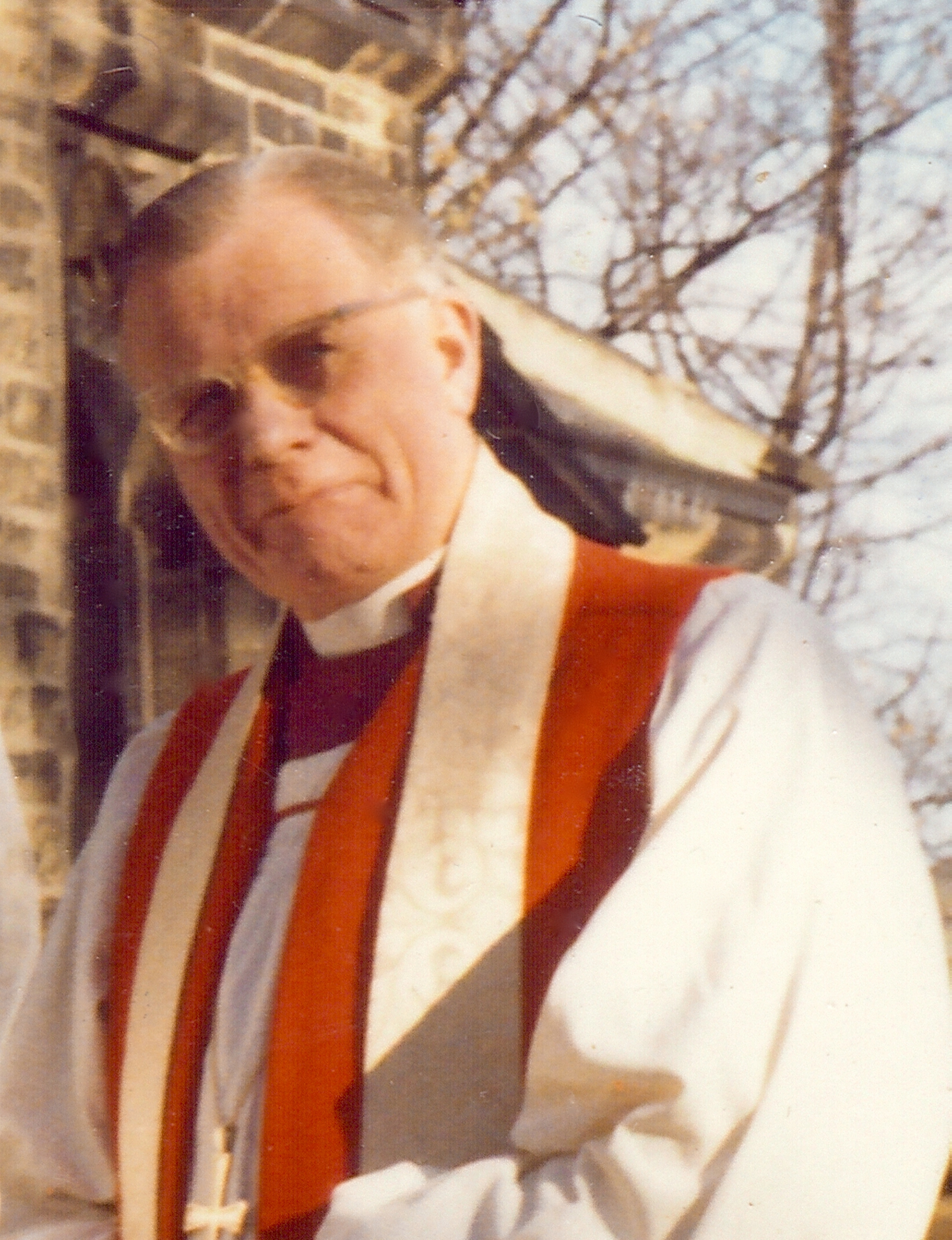
Eric Treacy (1971)

Eric Treacy MBE (* 2. Juni 1907 in London; † 13. Mai 1978 in Appleby-in-Westmorland) war Bischof der Church of England und ein bekannter Eisenbahnfotograf.

## Biografie

### Kirchliche Laufbahn
Eric Treacy besuchte die Haberdashers’ Aske’s Boys’ School und studierte am King’s College London, allerdings ohne Abschluss. 1932 wurde er zum Diakon der Kirche von England geweiht. Am Zweiten Weltkrieg nahm er als Militärpfarrer teil und erhielt den Orden „Order of the British Empire“ (MBE). Nach der Demobilisation wurde er 1949 zum Erzdiakon in Halifax ernannt. 1961 wurde er stellvertretender Suffraganbischof von Pontefract, 1968 Bischof von Wakefield. 1976 trat er in den Ruhestand.

### Fotograf
Ab den 1930er Jahren begann er, sich mit Eisenbahnfotografie zu beschäftigen, angeregt durch einen Besuch des Bahnhofs Liverpool Lime Street. Sein fotografisches Werk erschien zunächst in verschiedenen Zeitschriften. 1946 veröffentlichte er seine erste Monografie mit eigenen Fotografien.
Beim Fotografieren trug er eine weiße Armbinde, damit das Bahnpersonal ihn erkannte, von dem er auch regelmäßig Informationen zu den von ihm fotografierten Fahrzeugen und Zügen erhielt. Er revanchierte sich mit Abzügen seiner Fotografien.

### Tod und Nachlass

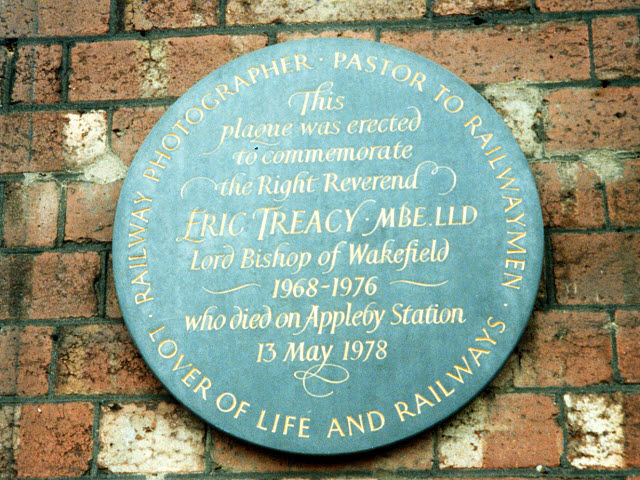
Gedenkplakette im Bahnhof Appleby-in-Westmorland

Am 13. Mai 1978 starb Eric Treacy an einem Herzinfarkt, während er im Bahnhof von Appleby-in-Westmorland an der Bahnstrecke Settle–Carlisle auf einen Sonderzug für Eisenbahnliebhaber wartete, der von der Dampflokomotive BR 92220 Evening Star der BR-Standardklasse 9F gezogen wurde. Heute erinnert in dem Bahnhof eine Gedenktafel an ihn. Er wurde in St Kentigern’s in Crosthwaite, Keswick, beigesetzt.
Seine Sammlung von 12.000 Eisenbahnfotografien ist heute Teil der Sammlungen des National Railway Museums in York.

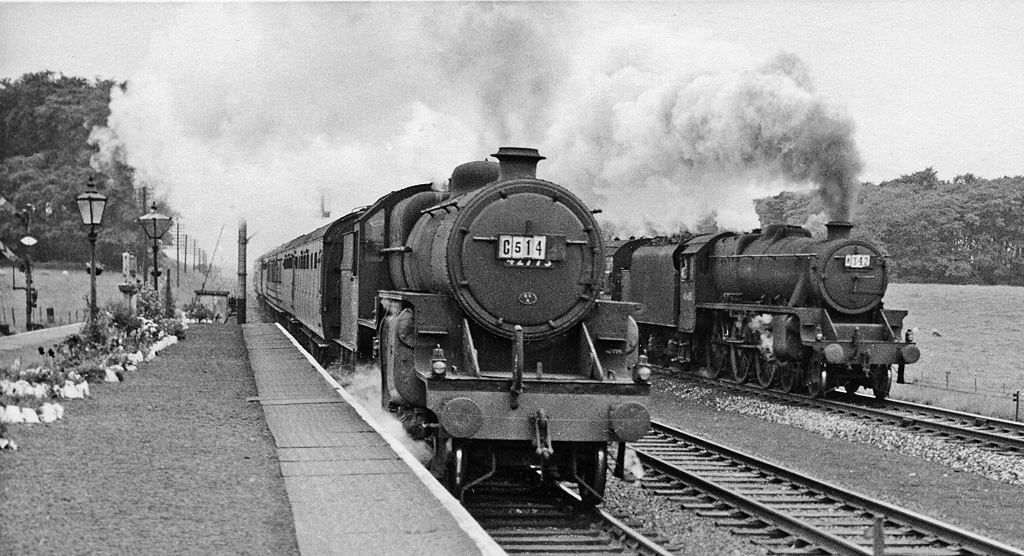
Rechts im Bild die Dampflokomotive 45428 im Planeinsatz 1959, die später als Museumslokomotive den Namen von Eric Treacy erhielt

Ihm zu Ehren erhielt die Dampf- und Museumslokomotive BR (ex-LMS) 45428 der LMS-Klasse 5 „Black Five“ den Namen „Eric Treacy“.

## Werke (Auswahl)
- Lure of Steam. Ian Allan (1969). ISBN 0-7110-0098-0, 1980 reprint ISBN 0-7110-0900-7
- Roaming the Northern Rails. (1976). ISBN 0-7110-0655-5
- Roaming the East Coast Main Line. Ian Allan (1977). ISBN 0-7110-0812-4
- Glory of Steam. Ian Allan 1981 (Reprint). ISBN 0-7110-1171-0
- Portrait of Steam Reprint 1991. ISBN 1-85648-010-0
- The Best of Eric Treacy. Atlantic Transport Publishers 1994. ISBN 1-85877-007-6